# 摩根·芬尼
摩根·芬尼(Morgan Feeney，1999年2月8日—），是一名英格蘭的職業足球運動員，司職後衛，現由效力於英格兰足球乙級联赛球會卡素爾。

## 外部連結
- Everton profile （页面存档备份，存于）
- England profile at The Football Association